# Électroacoustique improvisée
Pour les articles homonymes, voir EAI.
L'électroacoustique improvisée (EAI) est un genre musical.
Comme son nom l'indique, c'est une improvisation libre utilisant des instruments électroacoustiques.